# Hertelidea wankaensis
Hertelidea wankaensis är en lavart som beskrevs av Kantvilas & Elix. Hertelidea wankaensis ingår i släktet Hertelidea och familjen Stereocaulaceae.   Inga underarter finns listade i Catalogue of Life.